# Villa La Sapinière (Hermanville-sur-Mer)
Pour l’article homonyme, voir Villa La Sapinière (Évian-les-Bains).
La villa La Sapinière est un bâtiment situé à Hermanville-sur-Mer qui a été construit par Hector Guimard en 1899. Il s'agit du seul exemple connu d'ouvrage collectif construit pour la villégiature par cet architecte. Les façades et les toitures de l'immeuble ainsi que l'assiette des sols de la parcelle font l'objet d'une inscription au titre des monuments historiques depuis le 21 décembre 2015.

## Situation
L'immeuble est situé à l'angle de deux rues : au no 567, rue du Pré-de-l'Isle et no 160, rue des Ombrages. La rue du Pré-de-l'Isle est un ancien chemin parallèle à la mer (l'avenue Henri-Gravier ayant été tracée plus tard). Depuis l'immeuble, il est possible de rejoindre le front de mer, distant d'environ 75 m, par une venelle (allée Armand Fichot).

## Histoire
Immeuble conçu par Hector Guimard vers 1900 pour le Parisien Jean-Auguste Barthélémy.

## Architecture
La Sapinière était initialement composée de boutiques au rez-de-chaussée et d'appartements destinés à la location saisonnière. La Sapinière se situe à l'extrémité ouest d'Hermanville-sur-mer, à la limite avec Lion-sur mer.
Construit sur caves, l'immeuble comprend trois niveaux d'élévation, dont le dernier sous combles. Il se compose d'un bâtiment concave formant deux ailes disposées en équerre.
Les éléments d'articulation à l'angle des rues du Pré-de-l'Isle et des Ombrages sont dévalorisés depuis la disparition des menuiseries et de la terrasse-balcon en bois. Les bow-windows visibles à l'origine au niveau de la terrasse en bois ont également disparu.
La composition des façades du rez-de-chaussée consiste en l'alternance de parements de briques, d'enduits avec façon de faux joints et quelques pierres de taille et moellons, venant souligner les arcatures et articulation du bâtiment (porte d'entrée et vitrines des commerces). Pour les étages supérieurs, le moellon à tête dressée y est principalement employé, maniant ses formes et jouant des saillies pour souligner la structure de l'édifice.
Les encadrements des ouvertures sont soignés, jouant de l'alternance des briques, galets ou encore linteaux en pierre de taille. L'habileté des lignes créées et le jeu chromatique des matériaux animent la façade. De nombreux balcons et fenêtres ont été remplacés.
A l'arrière de l'édifice (propriété privée), la coursive et l'escalier en béton permettant l'accès au rez-de-chaussée ne sont pas d'origine. Sous les fenêtres, il est à noter que l'architecte procède à des remplages de galets, allusion architectonique au lieu d'édification de l'immeuble et à sa symbolique.

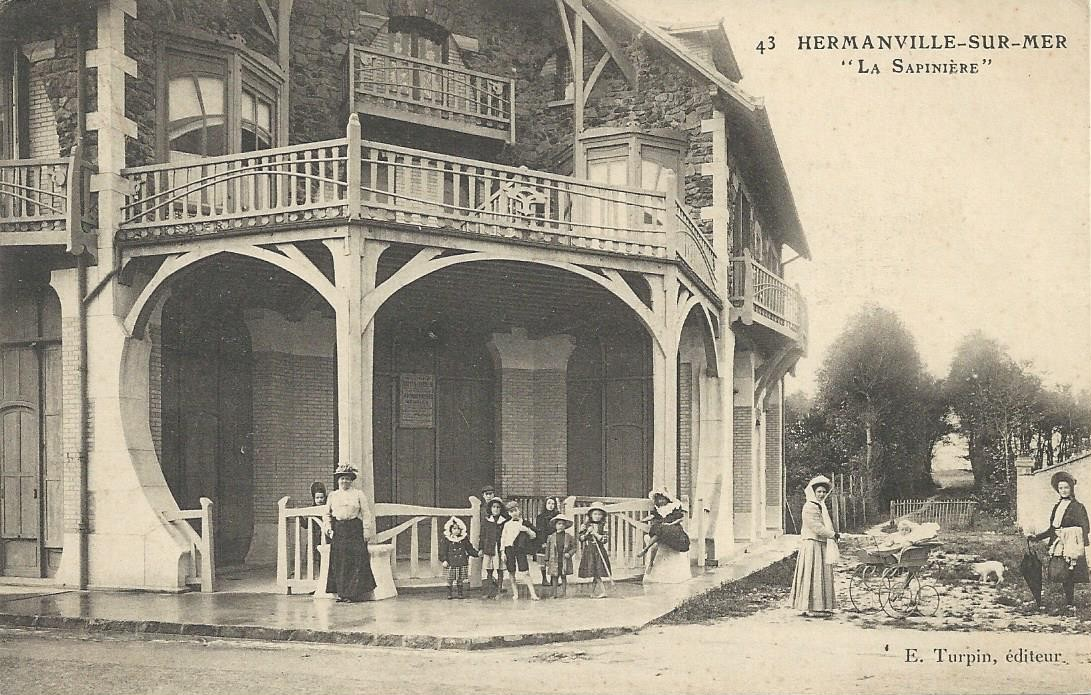
L'immeuble vers 1900.
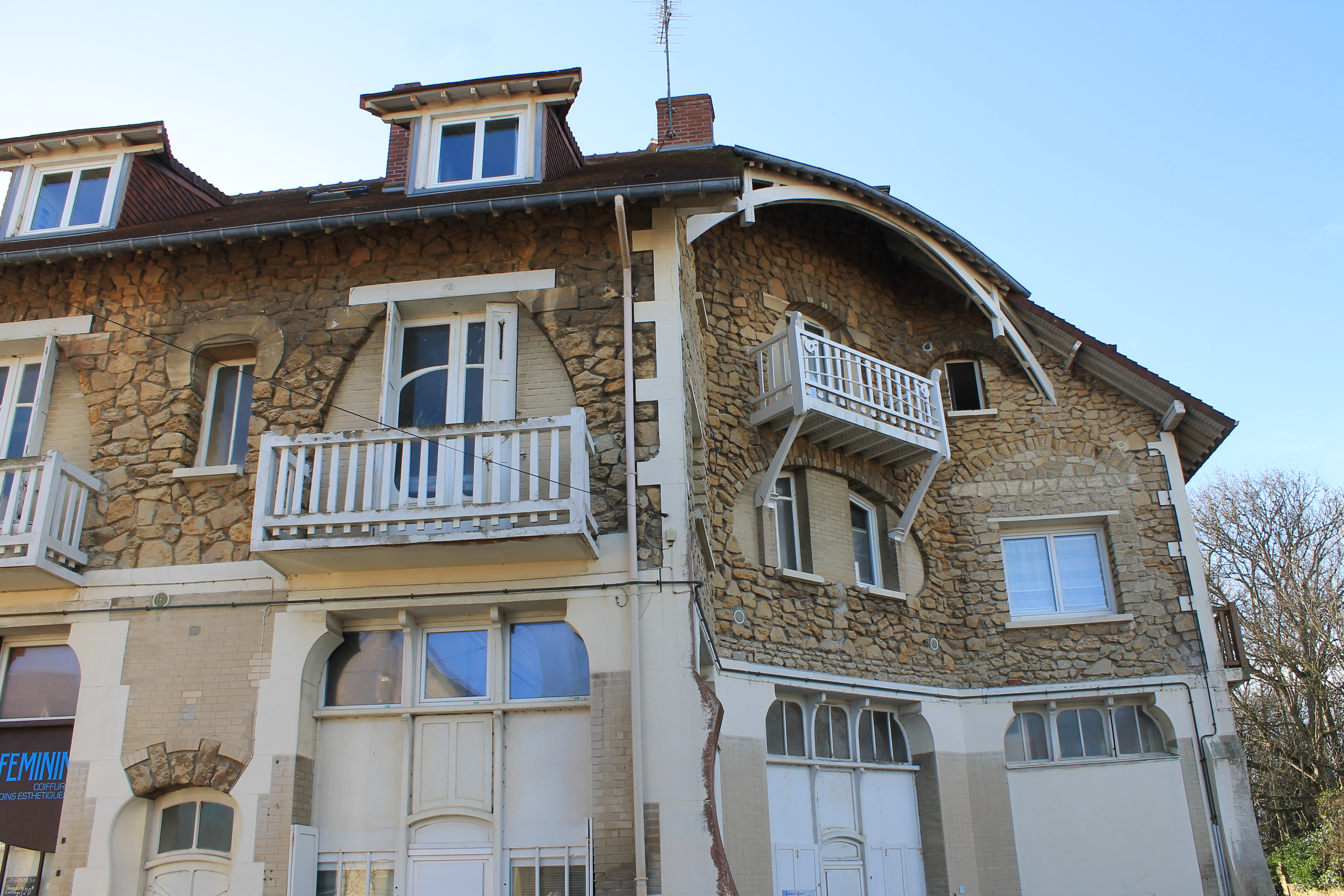
L'immeuble en 2013, sans son balcon d'origine.
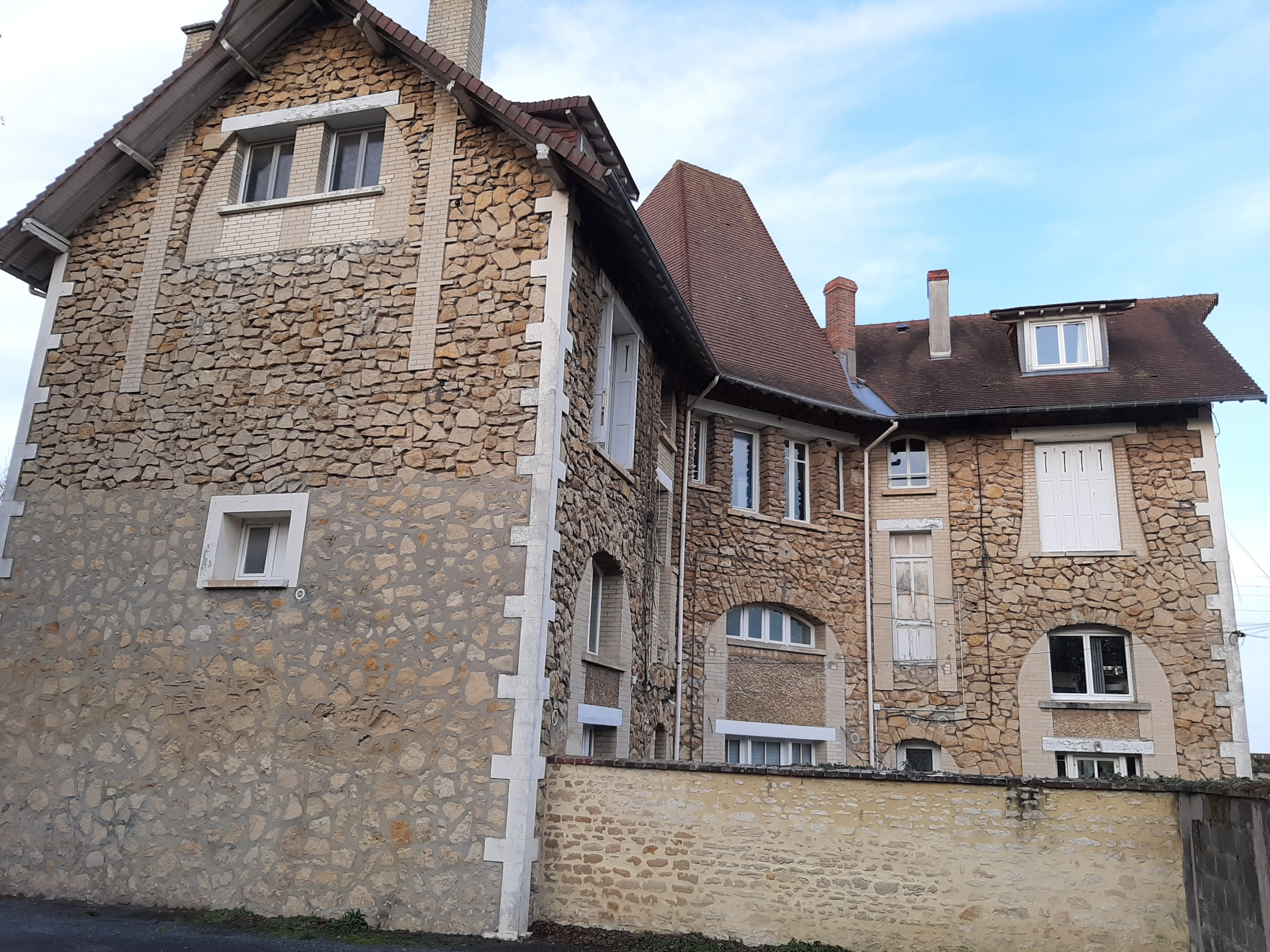
Vue de la façade arrière 2020.